# Звичайне диво (фільм, 1978)
«Звичайне диво» (рос. «Обыкновенное чудо») — двосерійний художній телевізійний фільм-мелодрама виробництва СРСР 1978 року, знятий режисером Марком Захаровим на кіностудії «Мосфільм». Друга екранізація однойменної п'єси Євгена Шварца (перша екранізація п'єси була знята в 1964 Ерастом Гаріним). Телепрем'єра відбулась 1 січня 1979 року.
У фільмі звучать пісні Геннадія Гладкова на слова Юлія Кіма.

## Сюжет
Головний герой фільму, Чарівник (Олег Яновський), щоб розважити себе і свою дружину (Ірина Купченко), вигадує казки, герої яких оживають та починають жити власним життям.
Багато років тому Чарівник придумав «казку навпаки» — перетворив ведмедя на молодого хлопця і вирішив, що той перетвориться знову на ведмедя, коли в нього закохається принцеса і поцілує його. Юнак зустрічає в будинку Чарівника прекрасну дівчину (Євгенія Симонова) і він в неї закохується. До його жаху, вона виявилася принцесою — Чарівник зробив так, що король (Євген Леонов), який проїжджав повз садиби Чарівника з дочкою і свитою, захотів тут зупинитись. Коли ж принцеса захотіла поцілувати його, юнак лякається і тікає. Принцеса вирішує його знайти. Чи виявиться кохання сильнішим за чари?..

## У ролях
- Олександр Абдулов — юнак, ведмідь
- Євгенія Симонова — принцеса
- Ірина Купченко — господиня, дружина Чарівника
- Олег Янковський — господар (Чарівник)
- Євген Леонов — король
- Андрій Миронов — міністр-адміністратор
- Катерина Васильєва — Емілія
- Юрій Соломін —  шинкар Еміль (вокал — Леонід Серебренников)
- Ервант Арзуманян — Перший Міністр
- Всеволод Ларіонов — мисливець
- Ніна Пушкова — Аманда, фрейліна
- Валентина Воїлкова — Оринтія, фрейліна
- Андрій Леонов — учень Мисливця
- Володимир Долінський — кат